# 안구 (조선)
안구(安玖, ? ~ 1441년 )는 조선 전기의 문신이다. 문성공 안향(安珦)의 6대손으로, 태조 이성계의 서제 의안대군 이화의 손녀사위이며 완천군(完川君) 이숙(李淑)의 사위이다. 본관은 순흥(順興)이고 초명은 치. 안지귀(安知歸)의 아버지이며 도촌 이수형(李秀亨)의 외할아버지이다. 안당의 종조부이다.
문성공 안향(安珦)의 후손으로 초명은 안치 이고 뒤에 안구로 개명하였다. 문과에 급제 직제학, 예문관 제학을 지냈다. 사후 이조판서에 증직(贈職)되었다가 다시 의정부좌참찬으로 추증(追增)되었다.

## 행적
1417년 태종(太宗) 17년에 급제하였다. 공조 정랑(工曹正郞)과 사헌부 감찰(監察),동첨지돈녕부사(同僉知敦寧府事) 벼슬을 하였다.
1427년 세종이 저화(楮貨) 사용을 장려하기 위하여 곡식을 국가에서 화매(和賣)하도록 하였는데, 안구는 군자 부정(軍資副正)으로 각사의 관리들과 이를 맡았다.
1430년 소윤(少尹)이던 안구는 호군(護軍) 지유용(池有容)과 함께 대탄(大灘)의 돌을 깨부수는 토목공사를 감독하였다.
1441년 졸(卒)하였다. 묘는 경기도 성남시 분당구 율동 산56에 있다.

## 가족 관계
- 아버지 : 안종약(安從約)
- 부인 : 전주이씨, 완천군 이숙의 딸
  - 장남 : 안지귀(安之歸)[13]
  - 장녀 : 순흥안씨, 이수형의 어머니

## 같이 보기
- 안지귀
- 완천군
- 의안대군 이화
- 이수형
- 안향
- 안당
- 김보지
- 김담

## 참고 문헌
- 《국조문과방목》(國朝文科榜目)
- 《급우재속집》(及愚齋續集)
- 한국역대인물 종합정보 G002+AKS-KHF_12C548CE58FFFFD1441X0